# قلعة منوجان
قلعة منوجان هي قلعة تاريخية تعود إلى القرن السادس هجري شمسي، وتقع في محافظة كرمان.